# Karl Friedrich Erdmann von Kracht

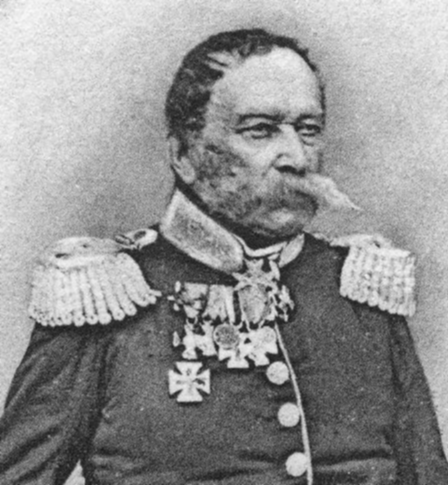
Karl Friedrich Erdmann von Kracht (1776–1856)

Karl Friedrich Erdmann von Kracht (* 19. April 1776 in Helmsdorf, Kreis Sorau; † 9. September 1856 in Charlottenburg) war ein preußischer Generalleutnant und Herr auf Roggow im Kreis Regenwalde in Pommern.

## Leben

### Herkunft
Seine Eltern waren der Erbherr auf Oberhelmsdorf und Kochsdorf sowie preußischer Kapitän im Dragonerregiment „von Thun“ Ernst Ferdinand von Kracht (* 12. Mai 1745; † 15. Juni 1785) und dessen Ehefrau Charlotte Erdmuthe, geborene von Bose († 29. November 1805) aus dem Haus Mylau.

### Militärkarriere
Kracht besuchte die Ritterakademie in Liegnitz und trat am 1. September 1793 als Junker in das Dragonerregiment „von Wylich und Lottum“ der Preußischen Armee ein. Im Ersten Koalitionskrieg kämpfte er in den Schlachten bei Kaiserslautern und Pirmasens sowie den Gefechten bei Zweibrücken und Hermersberg. Bis Anfang April 1797 avancierte Kracht zum Sekondeleutnant. Bereits zu dieser Zeit hatte er ein so schlechtes Gehör, dass sein Kommandeur ihn vergeblich für den Forstdienst empfahl. Während des Vierten Koalitionskrieges kämpfte er in der Schlacht bei Preußisch Eylau. 
Nach dem Frieden von Tilsit wurde Kracht am 16. Oktober 1807 Adjutant des Brandenburgischen Dragoner-Regiments Nr. 2. Im Feldzug von 1812 kämpfte er bei Eckau und für Garossenkrug erhielt er am 18. Oktober 1812 den Orden Pour le Mérite. Am 10. März 1813 wurde er zum Premierleutnant befördert und kam in die Adjutantur bei Oberst von Jürgaß. Während der Befreiungskriege nahm Kracht am Gefecht bei Haynau teil, wurde dort drei Bajonettstiche verwundet und mit dem Eisernen Kreuz II. Klasse ausgezeichnet. In der Schlacht an der Katzbach zog er sich 14 Hiebwunden zu. Ferner kämpfte er in den Schlachten bei Großgörschen und Paris, wo er wieder verwundet wurde. Für das Gefecht bei Coulommiers erhielt Kracht das Eiserne Kreuz I. Klasse und den Orden des Heiligen Wladimir. In der Zeit wurde er am 17. Mai 1813 Stabsrittmeister und bereits am 30. Juni 1813 Rittmeister. Am 2. Dezember 1813 wurde er zum Eskadronchef in das Ostpreußische National-Kavallerie-Regiment versetzt und dort am 15. Januar 1814 mit Patent vom 28. September 1813 zum Major befördert. Am 21. Februar 1815 folgte seine Versetzung in das Garde-Husaren-Regiment.
Nach dem Krieg wurde Kracht am 26. März 1817 zum Kommandeur des 7. Ulanen-Regiment (Rheinisches) ernannt und in dieser Stellung am 30. März 1817 zum Oberstleutnant befördert. Am 12. April 1817 wurde er dann als Kommandeur in das 3. Ulanen-Regiment (Brandenburgisches) versetzt. Dort wurde er am 30. März 1824 mit Patent vom 2. April 1824 Oberst. Im Jahr darauf erhielt er das Dienstkreuz, am 14. Juni 1829 den Orden der Heiligen Anna II. Klasse. Am 14. Juni 1832 bekam Kracht seinen Abschied als Generalmajor mit einer Pension von 1760 Talern. Noch am 29. Dezember 1846 wurde ihm der Charakter eines Generalleutnants verliehen. Er starb am 9. September 1856 in Charlottenburg und wurde am 12. September 1856 auf dem Garnisonfriedhof beigesetzt.
Der General Marwitz schrieb in der Beurteilung im Jahr 1821: „Hält sein Regiment in zweckmäßiger Übung und Disziplin. Verbreitet in demselben einen militärischen Geist. Eignet sich zu diesem und auch zu höherem Kommando, hat durchaus richtige Begriffe vom Felddienst und Krieg. Ist zwar von Jugend auf harthörig und hat 23 Wunden, indessen keineswegs invalide.“

### Familie
Kracht heiratete im Jahr 1816 in Potsdam Franziska von Podewils (* 9. August 1796; † 18. September 1873), Tochter des Christoph Samuel Friedrich von Podewils auf Podewils und der Friederike Luise von Damitz. Seine Frau wurde am 22. September 1873 auf dem Garnisonfriedhof beigesetzt. Das Paar hatte mehrere Kinder:
- Rudolf (* 10. Oktober 1817)
- Rudolf Ernst Karl Hans (* 16. Januar 1819; † 15. Juli 1843), Sekondeleutnant im 3. Ulanen-Regiment
- Bertha Thusnelda Johanna (* 8. Dezember 1823; † 30. November 1886) ⚭ 1841 Bernhard Joseph Friedrich von Dewitz (* 11. März 1808; † 12. Juli 1851)
- Ernst (1833–1862), Herr auf Roggow